# 三眼铳

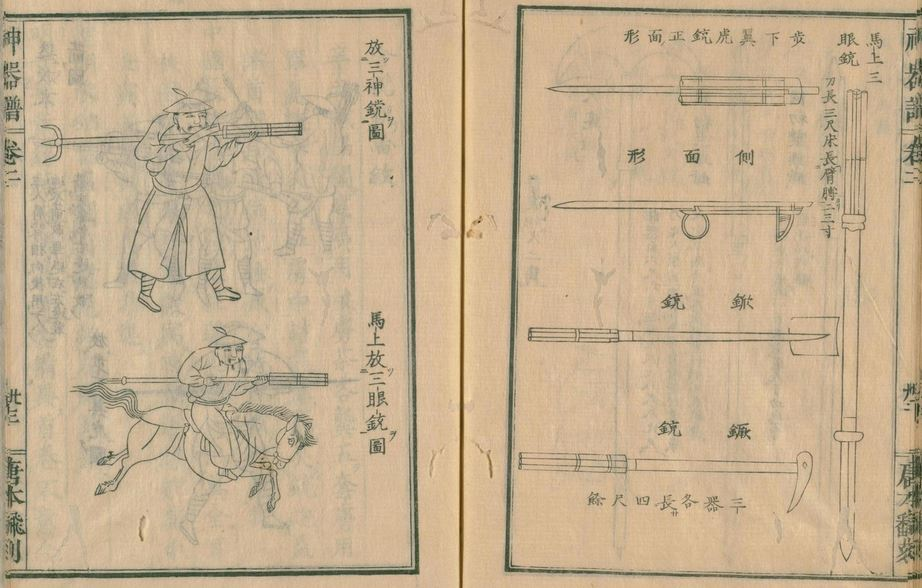

三眼铳是中国古代一种短距火器，使用铁或粗钢浇注而成。外形为三根竹节状单铳联装，每个铳管外侧都有个小孔。使用时在铳管内添加火药，最后装填钢球或者铸铁块、碎铁砂等，在小孔处添加引火药，使用时将火绳朝发射孔点燃引火药，引爆装填火药将弹丸发射出去，三个铳管可轮番射击。在三眼铳的尾部留有柄座，安装有长度不等的木杆用以握持，防止射手燙傷手部。
在明代因北方地区天气严寒、风沙大不适合使用鸟铳，因此大量装备三眼铳，而南方地区则大量装备了鸟铳。
於舊式火器被淘汰後，三眼铳在民间仍留存至今，百姓使用只装火药不装铸铁丸的三眼铳当做驱魔吓邪物的工具，类似鞭炮的作用。现在在中国南方一些客家地区，依然可以看到三眼铳和这类活动。
於近代有見燧发三眼铳之影片於網絡上廣為流傳，以至于很多人誤以為三眼铳是燧发枪，但其實該等火器乃是西方槍械愛好者自製的复制品，中國歷史上從未出現過採用燧发方式點火的三眼铳。